# Nantes Atlantique Rink Hockey
Il Nantes Atlantique Rink Hockey è un club francese di hockey su pista fondato nel 1991 ed avente sede a Nantes.
Nella sua storia ha vinto 1 campionato nazionale.
La squadra disputa le proprie gare interne presso la Salle du Croissant a Nantes.

## Palmarès

### Competizioni nazionali
- Campionato francese: 1

1994-1995